# Bitwa pod Dupplin Moor
Bitwa pod Dupplin Moor – starcie zbrojne, które miało miejsce w trakcie szkockiej wojnie o niepodległość, stoczone w dniach 10–11 sierpnia 1332 między wojskami lojalnymi wobec króla Szkocji Dawida II i rodu Bruce'ów, dowodzonymi przez Domnhalla (Donalda) II, earla Mar, a wojskami pretendenta do tronu szkockiego popieranego przez Anglików, Edwarda Balliola, wspomaganego przez posiłki angielskie. Bitwa skończyła się całkowitym zwycięstwem wojsk Balliola i Anglików.

## Geneza
Po śmierci króla Szkocji Roberta I Bruce'a w 1329 jego następcą został Dawid II (1329–1371). Jednak jako pretendent do tronu szkockiego wystąpił wówczas Edward Balliol, syn króla Szkocji w latach 1292–1296, Jana Balliola, przetrzymywany od 1296 w Anglii w charakterze więźnia, zwolniony po śmierci ojca; Edward Balliol wyjechał po uwolnieniu do Francji. Zgłosiwszy pretensje do tronu Szkocji stanął na czele silnej partii banitów szkockich i angielskiej szlachty (tzw. Wydziedziczonych – Disinherited), którzy za Roberta Bruce'a stracili swoje dobra i urzędy w Szkocji.

## Przygotowania obu stron
W 1332 pretendent, w cichym porozumieniu z królem Anglii Edwardem III, mimo trwania rozejmu zawartego w Northampton między Anglią a Szkocją, wyprawił się do Szkocji wraz z 1000 rycerzy i giermków oraz 1500 łuczników. Na wiosnę dowodzona przez Balliola armia banitów i awanturników zaokrętowała się na 88 statków u ujścia rzeki Humber i wylądowała na północnym wybrzeżu zatoki Firth of Forth. Na jej spotkanie Szkoci wystawili ok. 2000 jazdy i 20 000 piechoty pod dowództwem Domnhalla, earla Mar, nowego strażnika królestwa.

## Bitwa
Do decydującego starcia doszło 11 sierpnia pod Dupplin Moor, niedaleko Perth. Wobec przygniatającej przewagi liczebnej Szkotów najeźdźcy podjęli odważną decyzję nocnego natarcia na rzekę Earn. Zaskoczeni Szkoci rozpoczęli odwrót, wkrótce jednak przegrupowali się i przeszli do kontrnatarcia. Wówczas Balliol spieszył swoją jazdę i na pobliskim wzgórzu uformował z niej niewielką, zwartą falangę. Oba jej skrzydła osłaniała wysunięta, nieregularna linia łuczników, którzy powstrzymali szkockie natarcie. Oskrzydleni z obydwu stron i zasypani gradem strzał Szkoci załamali się i rzucili do ucieczki. Earl Mar poległ.

## Straty
Straty Szkotów wyniosły ponad 5000 zabitych, natomiast straty rebeliantów i Anglików – zaledwie 33 zabitych.